# Cretoprocirrus
Cretoprocirrus – wymarły rodzaj chrząszczy z rodziny kusakowatych i podrodziny żarlinków. Obejmuje tylko jeden opisany gatunek, C. trichotos. Żył w kredzie na terenie współczesnej Mjanmy.

## Taksonomia
|  | Oedodactylus    |
|  |                 |
|  | Pseudoprocirrus |
|  |                 |

|  | Palaminus  |
|  |            |
|  | Oedichirus |
|  |            |

|  | Neoprocirrus                                                |
|  |                                                             |
|  | \| \| Procirrus \| \| \| \| \| \| Paraprocirrus \| \| \| \| |
|  |                                                             |
|  | Procirrus                                                   |
|  |                                                             |
|  | Paraprocirrus                                               |
|  |                                                             |

|  | Procirrus     |
|  |               |
|  | Paraprocirrus |
|  |               |

|  | Palaminus  |
|  |            |
|  | Oedichirus |
|  |            |

|  | Neoprocirrus                                                |
|  |                                                             |
|  | \| \| Procirrus \| \| \| \| \| \| Paraprocirrus \| \| \| \| |
|  |                                                             |
|  | Procirrus                                                   |
|  |                                                             |
|  | Paraprocirrus                                               |
|  |                                                             |

|  | Procirrus     |
|  |               |
|  | Paraprocirrus |
|  |               |

|  | Oedodactylus    |
|  |                 |
|  | Pseudoprocirrus |
|  |                 |

|  | Palaminus  |
|  |            |
|  | Oedichirus |
|  |            |

|  | Neoprocirrus                                                |
|  |                                                             |
|  | \| \| Procirrus \| \| \| \| \| \| Paraprocirrus \| \| \| \| |
|  |                                                             |
|  | Procirrus                                                   |
|  |                                                             |
|  | Paraprocirrus                                               |
|  |                                                             |

|  | Procirrus     |
|  |               |
|  | Paraprocirrus |
|  |               |

|  | Palaminus  |
|  |            |
|  | Oedichirus |
|  |            |

|  | Neoprocirrus                                                |
|  |                                                             |
|  | \| \| Procirrus \| \| \| \| \| \| Paraprocirrus \| \| \| \| |
|  |                                                             |
|  | Procirrus                                                   |
|  |                                                             |
|  | Paraprocirrus                                               |
|  |                                                             |

|  | Procirrus     |
|  |               |
|  | Paraprocirrus |
|  |               |

Rodzaj i gatunek typowy opisane zostały po raz pierwszy w 2020 roku przez Josha Jenkinsa Shawa i Dagmarę Żyłę na łamach „Insects” w publikacji współautorstwa Bai Minga i Wang Bo. Opisu dokonano na podstawie inkluzji w bursztynie birmańskim, odnalezionej w dolinie Hukawng, w okolicy Noije Bum w gminie Tanai i dystrykcie Myitkyina na terenie birmańskiego stanu Kaczin. Skamieniałość datowana jest na wczesny cenoman. Nazwa rodzajowa to połączenie słowa cretaceous („kredowy”) z nazwą typowego dla plemienia rodzaju Procirrus. Epitet gatunkowy pochodzi od greckiego τριχωτóς (trichotós) i oznacza „włochaty”.
Cretoprocirrus jest jedynym znanym mezozoicznym przedstawicielem podplemienia Procirrina i jednym z dwóch, obok Afrinophilina, mezozoicznych przedstawicieli plemienia Pinophilini. Według wyników morfologicznej analizy filogenetycznej przeprowadzonej przez autorów publikacji z opisem znajduje się on wśród Procirrina w nierozwikłanej politomii z rodzajem Stylokyrtus i dwoma innymi kladami.

## Morfologia

Głowa w widoku przednim

Chrząszcz o mocno wydłużonym ciele długości około 13 mm i szerokości 1,8 mm. Głowa miała poprzeczne i wyłupiaste oczy, długie szczecinki na skroniach, jedenastoczłonowe czułki z pędzlem kolcowatych szczecin na szczycie, poprzeczną i pośrodku wykrojoną wargę górną, krzyżujące się żuwaczki, głaszczki szczękowe o rozszerzonym wierzchołkowo członie trzecim i toporowatym członie czwartym, trójczłonowe głaszczki wargowe. Przedplecze było wyraźnie dłuższe niż szerokie, po bokach porośnięte szczecinkami gęstymi i sterczącymi, a na dysku szczecinkami drobnymi. Tarczka była mocno wgłębiona. Wydłużone i słabo zwężające się ku tyłowi pokrywy miały bezładnie punktowaną, po bokach gęsto porośniętą szczecinkami powierzchnię i wcięcie pośrodku krawędzi tylnej. Poprzeczne żeberko przedpiersia było pośrodku zaostrzone. Odnóża miały gęsto porośnięte sterczącymi szczecinkami biodra, uda i golenie oraz pięcioczłonowe stopy. W przedniej i środkowej parze uda i golenie były zbliżonej długości. Przednią parę cechowały nerkowate krętarze. Tylna para wyróżniała się na tle podplemienia nierozszerzonymi goleniami z zewnętrznymi grzebieniami. Walcowaty odwłok gęsto obrastały sterczące szczecinki, miejscami długością niemal dorównujące długości tergitu. Największą szerokość osiągał na wysokości siódmego segmentu.

## Paleoekologia
Siedliskiem tego owada były gorące i wilgotne tropikalne lasy deszczowe o bujnej roślinności. Zdominowane były przez araukariowate, zwłaszcza z rodzaju agatis, ale występowały tu też sekwoje, metasekwoje, sosny, cedry i cyprysy. Piętro podszytu tworzyły głównie paprocie i widłaki właściwe. Pory roku determinowane były głównie przez opady. Lasy te rosły nad brzegami rzek, jezior, lagun czy estuariów, o czym świadczy udział fauny słodkowodnej. Nie były odległe od wybrzeży morskich, jako że w bursztynie birmańskim czasem spotkać można organizmy słonowodne, a zwłaszcza ślady ich działalności. Biota lasów cechowała się dużą bioróżnorodnością; do 2022 roku stwierdzono w burmicie około 2390 gatunków, 1575 rodzajów i 689 rodzin organizmów lądowych i słodkowodnych, w tym ponad 2240 gatunków, 1445 rodzajów, 612 rodzin, 66 rzędów i 8 gromad stawonogów. Faunę kusakowatych reprezentuje ponad 40 opisanych gatunków, przy czym same żarlinki oprócz C. trichotos reprezentowane są Diminudon kachinensis i Diminudon schomannae.